# René Gombault
René Gombault (1871-1971) fue un botánico, y montañista francés. Fue funcionario, y después de haber pasado toda su carrera profesional en la Aduana, René exploró Bayona (1911) y Cambó (Francia) (1919) para descubrir los Pirineos.Fue también autor de varios trabajos sobre arqueología y prehistoria pirenaica, publicados en el "Bulletin de la Société des Sciences, Lettres, Arts de Bayonne", entre los años 1914 y 1970.

## Algunas publicaciones
- 1963. Nouvelle saponaire syrienne. Bull. Soc. Bot. Fr. 109: 265
- 1951. Sur deux Astragales du Proche Orient. Con Paul Jovet
- 1939. Sur quelques Saules de Syrie et du Liban. Bull. Soc. Bot. Fr. 86: 135-40
- 1934. Carte géologique de la Syrie et du Liban. Tesis N.º 18 presentada a la Fac. des Se. París

### Libros
- 1968. Le congres pomologique de Valence: 99e Congres national de la societe pomologique de France. 20 pp.
- 1946. Aperçu sur la flore de la Syrie, du Liban et de la région d'Antioche (Turquie). Editor Délégation générale de la France au Levant, 34 pp.
- 1939. Sur quelques Saules de Syrie et du Liban. Con Aimée Camus. Editor au Siege de la Societe, 1.140 pp.

## Eponimia
- (Leguminosae) Astragalus gombaultii Eig[3]
- (Ranunculaceae) Consolida gombaultii (J.Thiébaut) Munz[4]
- (Ranunculaceae) Delphinium gombaultii J.Thiébaut[5]
- (Scrophulariaceae) Kickxia gombaultii (J.Thiébaut) Mouterde ex Charpin[6]
- (Scrophulariaceae) Linaria gombaultii J.Thiébaut[7]